# Ike Quebec
Ike Quebec (Newark, 1918. augusztus 17. – New York, 1963. január 16.) amerikai tenorszaxofonos.

## Pályakép
Fiatalon zongorázni tanult. Profi táncosként is dolgozott az 1930-as években. Tenorszaxofonozni csak 1940-ben kezdett el.
Stílusára leginkább Coleman Hawkins játéka hatott. A kifejezésteli játék a balladája-értelmezéseiben újszerűen jelent meg. Quebec és az őt támogató Ben Webster hasonlóan értelmezte a bluest.
Nem volt kifejezett virtuóz muzsikus, magasfokú professzionalizmusa miatt keresett stúdiózenész is volt. Kiemelkedő partnere volt Ella Fitzgeraldnak, Benny Carternak és Cab Callowaynek.
| Ike Quebec                                | Ike Quebec                                |
| Kattints az alábbi külső linkek egyikére! | Kattints az alábbi külső linkek egyikére! |
| ----------------------------------------- | ----------------------------------------- |
| Nem található szabad kép.(?)              |                                           |
| külső link · jogvédett                    | Ike Quebec                                |

## Lemezválogatás
- From Hackensack to Englewood Cliffs (1959)
- The Complete Blue Note 45 Sessions (1959–62)
- Heavy Soul (1961)
- It Might as Well Be Spring (1961)
- Blue & Sentimental (1961, Blue Note)
- Easy Living (1962)
- Soul Samba (1962)
- With a Song in My Heart (1980)